# Korčula (miasto)
Korčula – miasto w Chorwacji, w żupanii dubrownicko-neretwiańskiej, siedziba miasta Korčula. Leży na wyspie Korčula, na południu Dalmacji. W 2011 roku liczyła 2856 mieszkańców.

## Geografia
Korčula położona w jest na północno-wschodnim krańcu wyspy Korčula, w południowej Dalmacji. Od półwyspu Pelješac miasto oddzielone jest kanałem Pelješkim. W skład gminy wchodzą: Korčula, Žrnovo, Pupnat, Čara i Račišće. Występujący w mieście klimat jest łagodny, śródziemnomorski, ze średnią temperaturą 24,5 °C w okresie letnim. Wiejący z północnego zachodu mistral zapewnia doskonałe warunki do uprawiania windsurfingu i żeglarstwa na kanale Pelješkim u wybrzeży miasta.

## Historia
Pierwsza osada została założona przez Greków i Ilirów. W I wieku Korčulę zdobyli Rzymianie. Po upadku Cesarstwa zachodniorzymskiego miasto należało do Gotów i Bizancjum. W X wieku panowanie rozpoczęli tu Wenecjanie, nazywając Korčulę Curzola. 1214 roku miasto wraz z wyspą uzyskały krótką niepodległość, ogłaszając przy tym jeden z pierwszych statutów europejskich – Statut miasta i wyspy Korčula, znoszący niewolnictwo. Obok Ruskiej Prawdy, jest to najstarszy słowiański zbiór praw. Od 1256 roku miasto znalazło się ponownie pod władaniem Republiki Weneckiej. W 1298 roku u wybrzeży miasta rozegrała się bitwa morska między Wenecją a Genuą, w której udział miał brać Marco Polo. W drugiej połowie XIV wieku miasto wraz z wyspą przechodziło pod panowanie króla chorwacko-węgierskiego, króla bośniackiego, a w końcu księcia Splitu, który przekazał Korčulę Republice Dubrownickiej. Potem ponownie, do 1779 roku, Korčula znajdowała się pod rządami Wenecji, przeżywając liczne najazdy obcych flot, ataki piratów oraz epidemie dżumy. Po upadku Republiki Weneckiej Korčula znalazła się pod władaniem austriackim, później okupacją włoską. Traktat z Rapallo z 1920 roku przyznał Korčulę Jugosławii, gdzie pozostała aż do odłączenia się Chorwacji w 1991 roku.

## Gospodarka
Korčula czerpie dochody przede wszystkim z turystyki. Na terenie miasta wybudowano pięć dużych hoteli, liczne pensjonaty i apartamenty do wynajęcia. Infrastruktura turystyczna obejmuje także marinę. Port miejski umożliwia połączenia promowe m.in. z Drvenikiem, Orebiciem, Dubrownikiem, Splitem oraz wyspami Hvar i Mljet.
Mimo turystycznego znaczenia kurortu w miasteczku praktycznie nie ma plaż. Wypoczynek jest tu możliwy na przybrzeżnych skałach i na nadmorskich bulwarach. Okoliczne wybrzeże jest strome i skaliste.

## Demografia
Korčula zamieszkiwana jest w przeważającej części przez Chorwatów – 94,80%. Serbowie (1,15%), Czarnogórcy (0,42%) i Albańczycy (0,36%) stanowią nieliczną grupę. 96,49% mieszkańców posługuje się językiem chorwackim.

## Zabytki

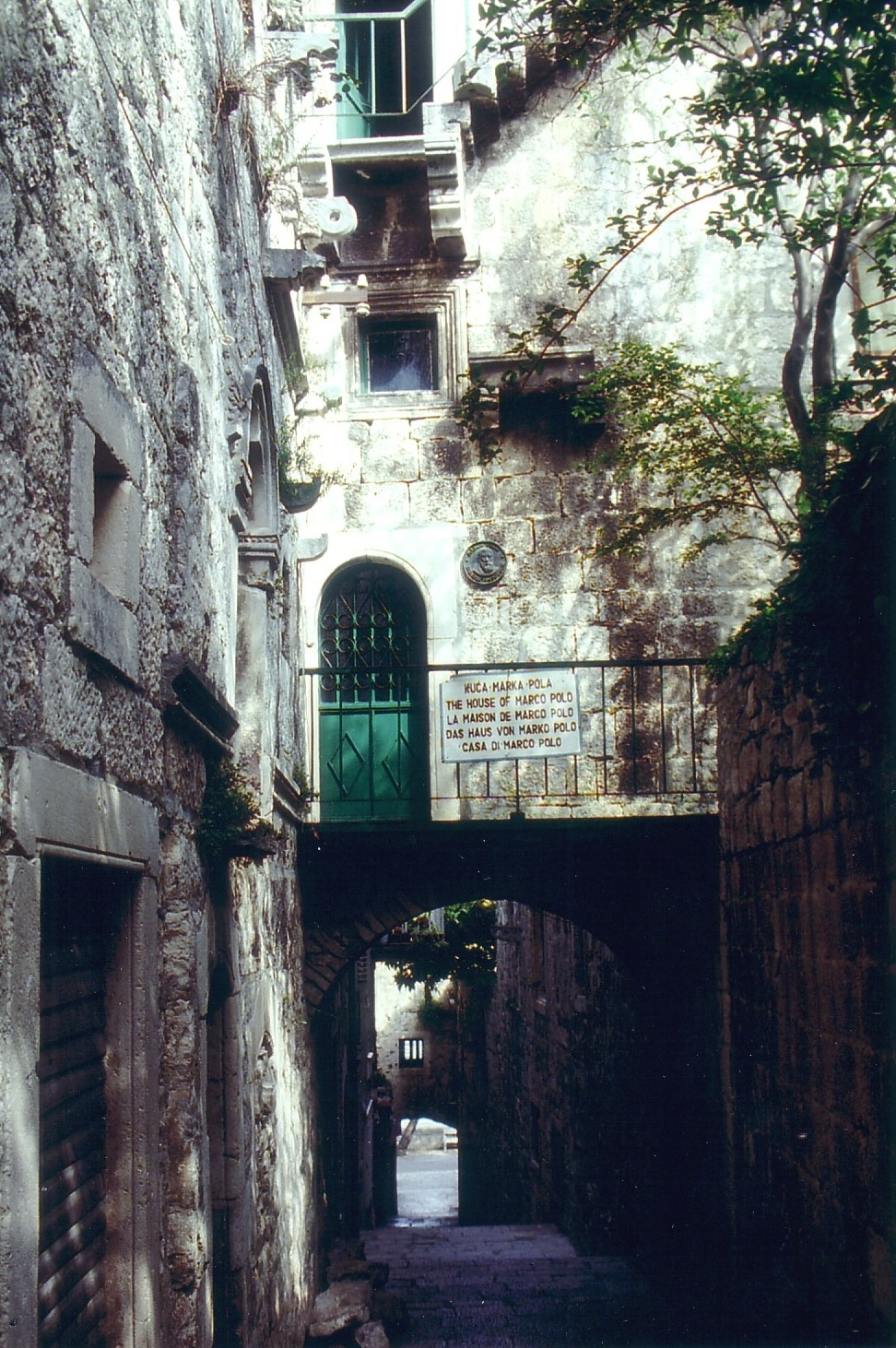
Dom Marco Polo

- Zabytkowa część Korčuli obejmuje otoczony murami obronnymi obszar Starego Miasta oraz portu, w którym znajdują się dwie okrągłe baszty: Barbarigo i Balbi. Pomiędzy nimi usytuowana jest loggia z 1548 roku. W czworokątnej baszcie Revelin z 1493 roku mieści się Brama Miejska. Stare Miasto przypomina kształtem szkielet ryby, z wąskimi uliczkami odchodzącymi od głównej ulicy. Miało to chronić mieszkańców przed wiatrem i zbytnim nasłonecznieniem, a także zapewnić ciszę i spokój.
- Katedra św. Marka została wybudowana na fundamentach wcześniejszego kościoła z XIII wieku. Jej architektami byli miejscowi artyści, na czele ze znanym również w Wenecji i Dubrowniku Marko Andijiciem, którego dziełem jest wieża oraz kopuła katedry z 1481 roku. W 1525 roku do katedry dobudowano kaplicę św. Rocha, mającą chronić mieszkańców przed epidemiami dżumy.
- Naprzeciw katedry znajduje się wybudowany w stylu kwiecistego gotyku weneckiego pałac Arneri, z renesansowym ogrodem. Obok usytuowany jest pałac Gabrielis z XVI wieku, obecnie będący siedzibą Muzeum Miejskiego.
- Na Rynku Miejskim mieści się zbudowany w 1525 roku ratusz. W 1866 roku dobudowane zostało do niego pierwsze piętro. Przed ratuszem stoi kolumna z 1569 roku, a obok położony jest bogato zdobiony Pałac Książęcy.
- Kościół św. Piotra postawiony w XI wieku przebudowano w XVI wieku, dodając później renesansowy portal. Obok niego mieści się Pałac Biskupi – kompleks renesansowo-barokowych budynków ze skarbcem.
- Klasztor Wszystkich Świętych od 1301 roku był siedzibą najstarszego w mieście bractwa. W przylegającym kościele Wszystkich Świętych, zbudowanym w XV wieku i przebudowanym później w stylu barokowym, znajduje się m.in. drewniana Pietà.
- Dom Marco Polo uznawany jest za miejsce, w którym urodził się podróżnik. Budynek z czworokątną wieżą przekształcany jest przez władze miasta w muzeum, poświęcone Marco Polo.
- Na wzgórzu nad Starym Miastem znajduje się forteca św. Vlaha, wybudowana w 1813 roku przez Anglików w miejscu weneckich fortyfikacji z 1616 roku.

## Kultura
- Dzień miasta – święto św. Teodora, przypada na 29 lipca.
- Przedstawienia Moreški odbywają się w okresie letnim kilka razy w tygodniu, najważniejsza Moreška odbywa się w dniu Korčuli. Taniec z mieczami upamiętnia zwycięstwo chrześcijan nad Turkami. Pokaz rozpoczyna się pod wieczór pochodem mężczyzn w czarnych i czerwonych strojach, kierujących się do Bramy Miejskiej.
- W lecie Korčula jest gospodarzem Międzynarodowego Festiwalu Marco Polo, podczas którego głównym wydarzeniem są wykonania folklorystycznych pieśni oraz degustacja wina. Pierwszy raz festiwal zorganizowano w 1996 roku, w 700 rocznicę powrotu Marco Polo z dworu Kubilaj-chana[5].
- We wrześniu rozgrywana jest inscenizacja bitwy morskiej między Wenecją a Genuą z 7 września 1298 roku, w której uczestniczył Marco Polo.

## Miasta partnerskie
- Kawadarci